# Parti travailliste mannois
Le Parti travailliste mannois (en anglais Manx Labour Party, en mannois Partee Obbraghys Vannin) est un parti politique mannois de centre gauche fondé en 1918,. 

## Résultats
| Année | Voix  | %    | Rang | Élus   | +/-           |
| ----- | ----- | ---- | ---- | ------ | ------------- |
| 2001  | 4 261 | 9,07 | 2e   | 2 / 24 | Nv            |
| 2006  | 2 561 | 4,97 | 2e   | 1 / 24 | 1             |
| 2011  | 1 749 | 3,12 | 2e   | 1 / 24 | en stagnation |
| 2016  | 773   | 1,37 | 2e   | 0 / 24 | 1             |
| 2021  | 3 006 | 5,10 | 2e   | 2 / 24 | 2             |